# Liste der Nummer-eins-Hits in Norwegen (2023)
Diese Liste der Nummer-eins-Hits basiert auf der offiziellen norwegischen Topplista (Top 40 Singles und Alben) im Jahr 2023, veröffentlicht durch IFPI Norwegen.

## Singles
| ← 2022 ← | Liste der Nummer-eins-Hits in Norwegen | Liste der Nummer-eins-Hits in Norwegen | Liste der Nummer-eins-Hits in Norwegen | 2024 → |
| \| Zeitraum \| Wo. ges. \| Interpret \| Titel Autor(en) \| Zusätzliche Informationen \| \| (Zeitraum, Wochen auf Platz eins, Interpret, Titel, Autor[en], zusätzliche Informationen) \| \| \| \| \| \| ----------------------------------------------------------------------------------------- \| -------- \| ------------------------------- \| ----------------------------------------------------------------------------------------------------------------------------------------------------- \| ---------------------------------------------------------------------------------------------------------------------------------------------------------------------------------------------------------------------------------------------- \| \| 1.–3. Woche 3 Wochen \| 3 \| Emma Steinbakken \| Floden Bjørn Eidsvåg \| Nach 2012 schafft es wieder ein Beitrag aus Hver gang vi møtes bis ganz an die Spitze der Singlecharts, für Emma Steinbakken ist es der zweite Spitzenreiter nach 2021; das Original von Floden von Bjørn Eidsvåg war 2006 ein Nummer-eins-Hit \| \| 4.–5. Woche 2 Wochen (insgesamt 4) \| 4 \| Miley Cyrus \| Flowers Miley Ray Cyrus, Michael Ross Pollack, Gregory Aldae Hein \| – \| \| 6. Woche 1 Woche \| 1 \| Alessandra \| Queen of Kings Alessandra Watle Mele, Linda Dale, Henning Olerud, Jan Stanley Ferdinandez-Johansen \| Die in Italien geborene Sängerin siegte beim Melodi Grand Prix und vertritt ihre Wahlheimat damit beim Eurovision Song Contest. \| \| 7. Woche 1 Woche (insgesamt 4) \| 4 \| Miley Cyrus \| Flowers Miley Ray Cyrus, Michael Ross Pollack, Gregory Aldae Hein \| – \| \| 8.–10. Woche 3 Wochen \| 3 \| Emma Steinbakken \| Delilah Kaleb Isaac Ghebreiesus, Chrisander Bo Rønneseth \| Zum zweiten Mal gelingt der Sängerin aus Jessheim mit einem Cover aus Hver gang vi møtes ein Nummer-eins-Hit; der Sänger und Rapper Isah hatte es mit dem Lied im Vorjahr nicht in die Charts geschafft \| \| 11.–13. Woche 3 Wochen \| 3 \| Undergrunn \| Klikk Gabriel Doria, Jo Almaas Marstein, Jon Ranes, Marcos de Medina-Rosales Haugestad, Sverre Skogheim Gudmestad \| – \| \| 14. Woche 1 Woche (insgesamt 4) \| 4 \| Miley Cyrus \| Flowers Miley Ray Cyrus, Michael Ross Pollack, Gregory Aldae Hein \| – \| \| 15. Woche 1 Woche \| 1 \| Broiler feat. Hjorterud Allé \| 1 Mikkel Christiansen, Simen Auke, Joakim Andersen, Theo Rellsve, Vetle Riis Jacobsen \| – \| \| 16.–18. Woche 3 Wochen \| 3 \| Undergrunn \| Michelin stjerner Gabriel Doria, Jo Almaas Marstein, Jon Ranes, Marcos de Medina-Rosales Haugestad, Patrick Levent Bakkeng, Sverre Skogheim Gudmestad \| – \| \| 19.–29. Woche 11 Wochen \| 11 \| Kudos feat. Golfklubb \| Haien kommer (Sharkdog 2023) Andre Moberg, Frikk Villard, Hallvard Sand Gimming, Oscar Berggaard, Vegard Magndal, Victor Marum \| – \| \| 30.–37. Woche 8 Wochen (insgesamt 10) \| 10 \| DJ MøMø feat. Kjartan Lauritzen \| Badebussen Anders Nilsen, Per Àki Sigurdsson Kvikne \| – \| \| 38.–42. Woche 5 Wochen \| 5 \| Tate McRae \| Greedy Amy Rose Allen, Jasper Lee Harris, Ryan Benjamin Tedder, Tate Rosner McRae \| – \| \| 43.–45. Woche 3 Wochen \| 3 \| Íñigo Quintero \| Si no estás Íñigo Quintero Dolz del Castellar \| – \| \| 46. Woche 1 Woche \| 1 \| Randi Oline \| Kristoffer Robin Aksel Carlson, Eivind Helgerød, Kristoffer Cezinando Karlsen, Ole Torjus Hofvind \| Während Randi Oline den ersten Platz erreichte, verbesserte Cezinandos Original seine Höchstplatzierung aus dem Jahr 2020. \| \| 47. Woche 1 Woche (insgesamt 10) \| 10 \| DJ MøMø feat. Kjartan Lauritzen \| Badebussen Anders Nilsen, Per Àki Sigurdsson Kvikne \| – \| \| 48.–52. Woche 5 Wochen (insgesamt 15) \| 15 \| Sia \| Snowman Sia Kate Furler, Gregory Allen Kurstin \| – \| |                                        |                                        | | |
| ← 2022 |                                        |                                        | | → 2024 → |
| Zeitraum | Wo. ges.                               | Interpret                              | Titel Autor(en) | Zusätzliche Informationen |
| (Zeitraum, Wochen auf Platz eins, Interpret, Titel, Autor[en], zusätzliche Informationen) |                                        |                                        | | |
| 1.–3. Woche 3 Wochen | 3                                      | Emma Steinbakken                       | Floden Bjørn Eidsvåg | Nach 2012 schafft es wieder ein Beitrag aus Hver gang vi møtes bis ganz an die Spitze der Singlecharts, für Emma Steinbakken ist es der zweite Spitzenreiter nach 2021; das Original von Floden von Bjørn Eidsvåg war 2006 ein Nummer-eins-Hit |
| 4.–5. Woche 2 Wochen (insgesamt 4) | 4                                      | Miley Cyrus                            | Flowers Miley Ray Cyrus, Michael Ross Pollack, Gregory Aldae Hein                                                                                     | – |
| 6. Woche 1 Woche | 1                                      | Alessandra                             | Queen of Kings Alessandra Watle Mele, Linda Dale, Henning Olerud, Jan Stanley Ferdinandez-Johansen                                                    | Die in Italien geborene Sängerin siegte beim Melodi Grand Prix und vertritt ihre Wahlheimat damit beim Eurovision Song Contest. |
| 7. Woche 1 Woche (insgesamt 4) | 4                                      | Miley Cyrus                            | Flowers Miley Ray Cyrus, Michael Ross Pollack, Gregory Aldae Hein                                                                                     | – |
| 8.–10. Woche 3 Wochen | 3                                      | Emma Steinbakken                       | Delilah Kaleb Isaac Ghebreiesus, Chrisander Bo Rønneseth                                                                                              | Zum zweiten Mal gelingt der Sängerin aus Jessheim mit einem Cover aus Hver gang vi møtes ein Nummer-eins-Hit; der Sänger und Rapper Isah hatte es mit dem Lied im Vorjahr nicht in die Charts geschafft                                        |
| 11.–13. Woche 3 Wochen | 3                                      | Undergrunn                             | Klikk Gabriel Doria, Jo Almaas Marstein, Jon Ranes, Marcos de Medina-Rosales Haugestad, Sverre Skogheim Gudmestad                                     | – |
| 14. Woche 1 Woche (insgesamt 4) | 4                                      | Miley Cyrus                            | Flowers Miley Ray Cyrus, Michael Ross Pollack, Gregory Aldae Hein                                                                                     | – |
| 15. Woche 1 Woche | 1                                      | Broiler feat. Hjorterud Allé           | 1 Mikkel Christiansen, Simen Auke, Joakim Andersen, Theo Rellsve, Vetle Riis Jacobsen                                                                 | – |
| 16.–18. Woche 3 Wochen | 3                                      | Undergrunn                             | Michelin stjerner Gabriel Doria, Jo Almaas Marstein, Jon Ranes, Marcos de Medina-Rosales Haugestad, Patrick Levent Bakkeng, Sverre Skogheim Gudmestad | – |
| 19.–29. Woche 11 Wochen | 11                                     | Kudos feat. Golfklubb                  | Haien kommer (Sharkdog 2023) Andre Moberg, Frikk Villard, Hallvard Sand Gimming, Oscar Berggaard, Vegard Magndal, Victor Marum                        | – |
| 30.–37. Woche 8 Wochen (insgesamt 10) | 10                                     | DJ MøMø feat. Kjartan Lauritzen        | Badebussen Anders Nilsen, Per Àki Sigurdsson Kvikne                                                                                                   | – |
| 38.–42. Woche 5 Wochen | 5                                      | Tate McRae                             | Greedy Amy Rose Allen, Jasper Lee Harris, Ryan Benjamin Tedder, Tate Rosner McRae                                                                     | – |
| 43.–45. Woche 3 Wochen | 3                                      | Íñigo Quintero                         | Si no estás Íñigo Quintero Dolz del Castellar | – |
| 46. Woche 1 Woche | 1                                      | Randi Oline                            | Kristoffer Robin Aksel Carlson, Eivind Helgerød, Kristoffer Cezinando Karlsen, Ole Torjus Hofvind                                                     | Während Randi Oline den ersten Platz erreichte, verbesserte Cezinandos Original seine Höchstplatzierung aus dem Jahr 2020. |
| 47. Woche 1 Woche (insgesamt 10) | 10                                     | DJ MøMø feat. Kjartan Lauritzen        | Badebussen Anders Nilsen, Per Àki Sigurdsson Kvikne                                                                                                   | – |
| 48.–52. Woche 5 Wochen (insgesamt 15) | 15                                     | Sia                                    | Snowman Sia Kate Furler, Gregory Allen Kurstin | – |

## Alben
| ← 2022 ← | Liste der Nummer-eins-Hits in Norwegen | Liste der Nummer-eins-Hits in Norwegen      | Liste der Nummer-eins-Hits in Norwegen | 2024 →                    |
| \| Zeitraum \| Wo. ges. \| Interpret \| Titel \| Zusätzliche Informationen \| \| (Zeitraum, Wochen auf Platz eins, Interpret, Titel, zusätzliche Informationen) \| \| \| \| \| \| ------------------------------------------------------------------------------ \| -------- \| ------------------------------------------- \| -------------------------------------- \| ------------------------- \| \| 1.–2. Woche 2 Wochen \| 2 \| SZA \| SOS \| – \| \| 3.–6. Woche 4 Wochen \| 4 \| Arif Murakami \| Å drukne en fisk \| – \| \| 7.–10. Woche 4 Wochen \| 4 \| Metro Boomin \| Heroes and Villains \| – \| \| 11.–15. Woche 5 Wochen \| 5 \| Miley Cyrus \| Endless Summer Vacation \| – \| \| 16.–21. Woche 6 Wochen (insgesamt 21) \| 21 \| Undergrunn \| Egoland \| – \| \| 22.–23. Woche 2 Wochen \| 2 \| Ballinciaga \| Postkort Alicante \| – \| \| 24.–30. Woche 7 Wochen (insgesamt 21) \| 21 \| Undergrunn \| Egoland \| – \| \| 31.–34. Woche 4 Wochen \| 4 \| Travis Scott \| Utopia \| – \| \| 35.–36. Woche 2 Wochen (insgesamt 21) \| 21 \| Undergrunn \| Egoland \| – \| \| 37.–39. Woche 3 Wochen \| 3 \| Olivia Rodrigo \| Guts \| – \| \| 40. Woche 1 Woche (insgesamt 21) \| 21 \| Undergrunn \| Egoland \| – \| \| 41.–42. Woche 2 Wochen \| 2 \| Drake \| For All the Dogs \| – \| \| 43. Woche 1 Woche \| 1 \| The Rolling Stones \| Hackney Diamonds \| – \| \| 44.–45. Woche 2 Wochen (insgesamt 3) \| 3 \| Taylor Swift \| 1989 (Taylor’s Version) \| – \| \| 46.–48. Woche 3 Wochen (insgesamt 21) \| 21 \| Undergrunn \| Egoland \| – \| \| 49.–51. Woche 3 Wochen (insgesamt 16) \| 16 \| Michael Bublé \| Christmas \| – \| \| 52. Woche 1 Woche (insgesamt 29) \| 29 \| Kurt Nilsen & The Norwegian Radio Orchestra \| Have Yourself a Merry Little Christmas \| – \| |                                        |                                             |                                        |                           |
| ← 2022 |                                        |                                             |                                        | → 2024 →                  |
| Zeitraum | Wo. ges.                               | Interpret                                   | Titel                                  | Zusätzliche Informationen |
| (Zeitraum, Wochen auf Platz eins, Interpret, Titel, zusätzliche Informationen) |                                        |                                             |                                        |                           |
| 1.–2. Woche 2 Wochen | 2                                      | SZA                                         | SOS                                    | –                         |
| 3.–6. Woche 4 Wochen | 4                                      | Arif Murakami                               | Å drukne en fisk                       | –                         |
| 7.–10. Woche 4 Wochen | 4                                      | Metro Boomin                                | Heroes and Villains                    | –                         |
| 11.–15. Woche 5 Wochen | 5                                      | Miley Cyrus                                 | Endless Summer Vacation                | –                         |
| 16.–21. Woche 6 Wochen (insgesamt 21) | 21                                     | Undergrunn                                  | Egoland                                | –                         |
| 22.–23. Woche 2 Wochen | 2                                      | Ballinciaga                                 | Postkort Alicante                      | –                         |
| 24.–30. Woche 7 Wochen (insgesamt 21) | 21                                     | Undergrunn                                  | Egoland                                | –                         |
| 31.–34. Woche 4 Wochen | 4                                      | Travis Scott                                | Utopia                                 | –                         |
| 35.–36. Woche 2 Wochen (insgesamt 21) | 21                                     | Undergrunn                                  | Egoland                                | –                         |
| 37.–39. Woche 3 Wochen | 3                                      | Olivia Rodrigo                              | Guts                                   | –                         |
| 40. Woche 1 Woche (insgesamt 21) | 21                                     | Undergrunn                                  | Egoland                                | –                         |
| 41.–42. Woche 2 Wochen | 2                                      | Drake                                       | For All the Dogs                       | –                         |
| 43. Woche 1 Woche | 1                                      | The Rolling Stones                          | Hackney Diamonds                       | –                         |
| 44.–45. Woche 2 Wochen (insgesamt 3) | 3                                      | Taylor Swift                                | 1989 (Taylor’s Version)                | –                         |
| 46.–48. Woche 3 Wochen (insgesamt 21) | 21                                     | Undergrunn                                  | Egoland                                | –                         |
| 49.–51. Woche 3 Wochen (insgesamt 16) | 16                                     | Michael Bublé                               | Christmas                              | –                         |
| 52. Woche 1 Woche (insgesamt 29) | 29                                     | Kurt Nilsen & The Norwegian Radio Orchestra | Have Yourself a Merry Little Christmas | –                         |